# Rachias timbo
Rachias timbo is een spinnensoort in de taxonomische indeling van de bruine klapdeurspinnen (Nemesiidae).
Rachias timbo werd in 1995 beschreven door Goloboff.